# Ugorelets
 (juin 2024).
Ugorelets est un village de la municipalité de Sevlievo, dans l'oblast de Gabrovo, au centre-nord de la Bulgarie.

## Honneurs
La pointe d'Ugorelets, en Antarctique, doit son nom au village d'Ugorelets.